# 中國—南蘇丹關係
中國—南蘇丹關係（英語：China–South Sudan relations）爲中华人民共和国和南蘇丹之間的外交關係。中华人民共和国於2011年7月9日南蘇丹从蘇丹共和国正式獨立之日後承認並與之建交。并将原先位于朱巴的总领事馆升格为大使馆。

## 历史
中国与南苏丹关系曾是中国与苏丹关系的组成部分。2005年，中国政府与苏丹南方政府于开始政治交往。2008年9月，中国在朱巴设立总领事馆。2011年7月9日，南苏丹举行独立庆典，宣布南苏丹共和国正式建国，中国与南苏丹签署建交公报，中国驻南苏丹大使馆同日开馆。2024年9月6日，两国建立战略伙伴关系。

## 評價
南蘇丹的嘻哈明星伊曼纽尔·贾尔指中國被蘇丹和非洲人認同是因為其不干預的政策，只做商務，指「中國人不影響我們的政治，他們不作評論，他們想要甚麼，他們付出——有時雙倍。這令所有非洲人高興，從獨裁到民主，非洲沒有一個政黨不喜歡他們。就算是叛亂運動，只要向他們保證可以保護黃金，中國人會簡單地說他們想買。我從中國向蘇丹建議聽來的唯一一個外交政策是『不要走回戰爭』。這就是他們所說的。他們不強推任何別的東西。」

## 發展援助項目
中国政府在1971年起即已经开始在当时尚未独立的苏丹南部进行开发援助活动。根據一些媒體的報導，截至2011年，南苏丹国内有5個中國官方支持的發展援助計劃项目。這些計劃包括協助2011年在Bentiu興建醫院，中国政府又提供約2億元人民幣援助支持南蘇丹的農業、教育、健康及水源供應。南苏丹独立后，中华人民共和国政府每年向南苏丹提供一些政府奖学金名额和培训名额，并为南苏丹培训了一些人才。

## 參與維和部隊
中国政府积极协助南苏丹恢复秩序，自2012年起不断向南苏丹派遣维和部队，期间也有部分人员牺牲或负伤。。

## 外部連結
- 中华人民共和国驻南苏丹共和国大使馆官方网站（简体中文）（英文）
  - 中华人民共和国驻南苏丹共和国大使馆经济商务处官方网站（简体中文）